# Midnight Star (gruppo musicale)
I Midnight Star sono un gruppo musicale statunitense electro, funk e soul statunitense.

## Storia del gruppo
I Midnight Star vennero fondati nel 1976 ed erano composti da alcuni studenti della Kentucky State University. Dopo essere stati scritturati dalla SOLAR Records, i Midnight Star pubblicarono il primo album The Beginning (1980). Ad esso seguirono Standing Together (1981), che si inserì nella R&B come il seguente Victory (1982). Il loro disco di maggiore successo è però No Parking on the Dance Floor (1983), entrato alla posizione numero 2 di tale classifica. Ebbero riscontri commerciali positivi anche Planetary Invasion (1984) ed Headlines (1986) così come svariati singoli usciti lungo la metà del decennio (Freak-A-Zoid, 1983; Wet My Whistle, 1983; Operator, 1984; Headlines, 1986; Midas Touch, 1986). Dopo aver edito altri due album di minore successo, i Midnight Star rimasero inattivi per tutti gli anni novanta prima di riunirsi nel 2000.

## Membri

### Membri attuali
- Belinda Lipscomb – voce
- Melvin Gentry – voce
- Kenneth Gant – voce, basso
- Bobby Lovelace – batteria
- Bo Watson – tastiera
- Bill Simmons – tastiera, sassofono, percussioni

### Ex membri
- Reginald Calloway – voce
- Vincent Calloway – voce
- Jeff Cooper – chitarra, tastiera

## Discografia parziale

### Album in studio
- 1980 – The Beginning
- 1981 – Standing Together
- 1982 – Victory
- 1983 – No Parking on the Dance Floor
- 1984 – Planetary Invasion
- 1986 – Headlines
- 1988 – Midnight Star
- 1990 – Work It Out
- 2002 – 15th Avenue

### Singoli
- 1983 – Freak-A-Zoid
- 1983 – Wet My Whistle
- 1984 – Operator
- 1986 – Headlines
- 1986 – Midas Touch